# Selo de Lutero

O Selo de Lutero

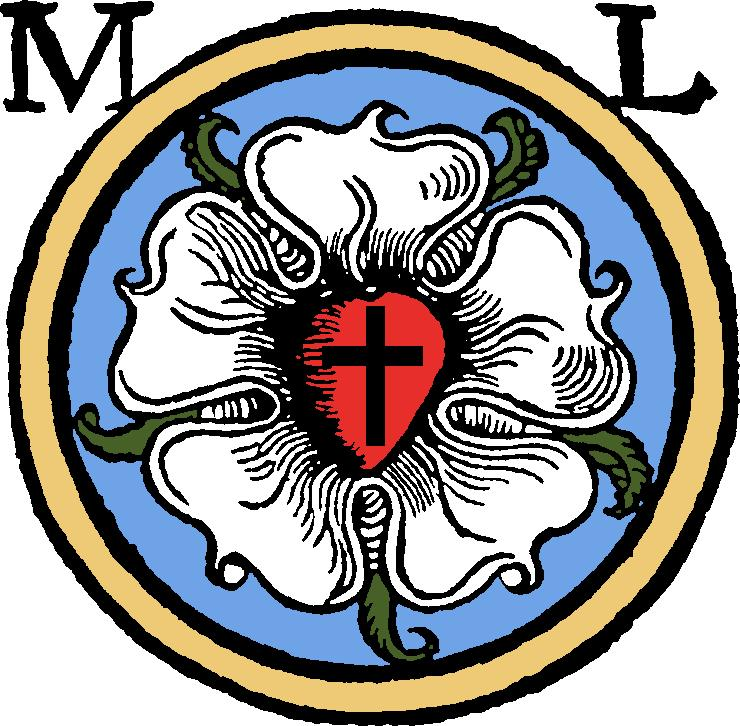

O Selo de Lutero (também conhecido como Rosa de Lutero ou Brasão de Lutero) é o símbolo mais conhecido do Luteranismo.
A Rosa de Lutero é uma representação do mundo e um testemunho e resumo gráfico da fé luterana. Seu significado representa um caminho ao coração de Deus: No centro do selo encontra-se a cruz negra, lembrando a prisão, julgamento, condenação e crucificação de Jesus Cristo.
Esta cruz negra é envolvida pelo coração vermelho, que segundo a fé luterana lembra o amor de Deus por sua criação, sua misericórdia e seu envolvimento com a salvação da humanidade. O vermelho simboliza o sangue, paixão, um doar-se total ao objeto do amor. A cruz negra e o coração vermelho estão envoltos por uma rosa branca. A flor símbolo dos amantes suscita aos crentes a lembrança do amor de Deus, que envolveria a humanidade em sua paz (por isto a cor branca).
A rosa branca, por sua vez, está rodeada por um campo azul, lembrando o céu, o Reino de Deus, reino para o qual Cristo apontou em sua vida e pregação. Os evangelhos lembram que, a partir de sua ressurreição, Deus criou novas todas as coisas. Assim, a paz do cristão é o envolvimento com o Reino de Deus, com o projeto de vida de Deus ao mundo. Este campo azul é delimitado pela aliança de ouro, lembrando ao crente que Deus fez uma aliança com a humanidade através da morte e ressurreição de seu filho Jesus, morte e ressurreição da qual todo o crente hoje participa através do batismo e da Santa Ceia, ação de graças, através dos quais os fiéis têm a promessa de que o próprio Jesus está entre eles.